# Holmsjön (Hedemora socken, Dalarna)
Holmsjön är en sjö i Hedemora kommun i Dalarna och ingår i Dalälvens huvudavrinningsområde. Sjön har en area på 0,112 kvadratkilometer och ligger 82 meter över havet.

## Delavrinningsområde
Holmsjön ingår i det delavrinningsområde (668827-151286) som SMHI kallar för Inloppet i Håvran. Medelhöjden är 99 meter över havet och ytan är 10,97 kvadratkilometer. Räknas de 2488 avrinningsområdena uppströms in blir den ackumulerade arean 26 009,07 kvadratkilometer. Avrinningsområdets utflöde Dalälven (Österdalälven) mynnar i havet. Avrinningsområdet består mestadels av skog (43 procent) och jordbruk (42 procent). Avrinningsområdet har 0,11 kvadratkilometer vattenytor vilket ger det en sjöprocent på 1,6 procent.